# 嘉義市立玉山國民中學
嘉義市立玉山國民中學（英語校名：Chiayi Municipal Yu-shan Public Junior High School，縮寫YSJH），簡稱玉山國中、 玉中，位於嘉義市西區友忠路1號。

## 校史
- 1959年秋，嘉義縣議會通過增設「嘉義縣立玉山初級中學」案，派陳景嵩先生為籌備處主任，負責籌備設校，次年招收新生六班[1]:354－364。
- 1961年8月，玉山路校舍竣工，正式核定設校，籌備處陳主任聘為首任校長。
- 1962年8月，與嘉義縣立華南商業職業學校聯合成立「民雄分部」[1]:354。
- 1964年4月，民雄分部獨立為「嘉義縣立民雄初級中學」[1]:354。
- 1964年8月，成立「蒜頭分部」[1]:354。
- 1965年7月，蒜頭分部獨立為「嘉義縣立六嘉初級中學」[1]:354。
- 1968年，實施九年國民教育，改名為「嘉義縣立玉山國民中學」。
- 1982年，嘉義市由縣轄市升格為省轄市，改隸為「嘉義市立玉山國民中學」。

## 學校象徵

### 願景
- 願景：「優能形塑、創藝玉中」
- 主軸：品德深植、閱讀加值、藝術升值、健體增值、資訊融入產值
- 課程：國文、數學、英文、地理、歷史、公民、生物、理化、地球科學、玉見名山、玉見世界

## 校長
| 任別     | 姓名   | 就任日期   | 備註                           |
| -------- | ------ | ---------- | ------------------------------ |
| 第一任   | 陳景嵩 | 1961年8月  |                                |
| 第二任   | 吳清松 | 1968年9月  | 調任蘭潭國中校長。             |
| 第三任   | 吳松盛 | 1977年2月  |                                |
| 第四任   | 葉義雄 | 1985年10月 | 調任大業國中校長。             |
| 第五任   | 黃元田 | 1990年3月  | 調任大業國中校長。             |
| 第六任   | 鄭勝文 | 1993年8月  | 調任大業國中校長。             |
| 第七任   | 貽垕   | 1998年8月  | 退休。                         |
| 第八任   | 趙啟蒼 | 2001年2月  | 退休。                         |
| 第九任   | 劉昭志 | 2006年8月  | 續任下任校長。                 |
| 第十任   | 劉昭志 | 2010年8月  | 調任嘉義市立北園國民中學校長。 |
| 第十一任 | 陳建州 | 2013年8月  | 續任下任校長。                 |
| 第十二任 | 陳建州 | 2018年8月  | 退休。                         |
| 第十三任 | 鄭振銘 | 2020年8月  | 現任校長。                     |

## 外部連結
- 嘉義市立玉山國民中學（页面存档备份，存于）（繁體中文）